# Peter Holliger
Peter Holliger (* 6. Oktober 1945 in Zürich) ist ein Schweizer Schauspieler und Theaterregisseur.

## Leben
Peter Holliger erhielt seine Schauspiel- und Regieausbildung von 1966 bis 1969 am Max Reinhardt Seminar in Wien sowie bei der Stage Group Company in San Francisco.
Sein erstes Engagement hatte er 1969/1970 in Bern am Atelier-Theater; es folgten neben einigen Auftritten in Filmen Engagements in Deutschland, so 1971/1972 am Westfälischen Landestheater in Castrop-Rauxel, anschliessend am Theater Oberhausen, wo er etwa den Ferdinand in Kabale und Liebe gab.
Von 1973 bis 1975 war er am Theater Biel Solothurn tätig; dort inszenierte er René Regenass’ «Sitzung I. Einakter. Kontrast I». Es folgten Verpflichtungen am Theater Kanton Zürich (1975/1976), am Sommertheater Winterthur (1976/1977), am Kleintheater Kramgasse 6 in Bern (1976 bis 1978) sowie bis 1982 am Schauspielhaus Zürich. 1983/1984 folgte ein Engagement am Theater St. Gallen. Schon während diesen Jahren arbeitete er zeitweilig auch für das Fernsehen, so wurde er bei SRF als im Moderatorenteam des Magazins Karussell beteiligt erwähnt. 1982 begann er für die SBS Schweizerische Bibliothek für Blinde, Seh- und Lesebehinderte bei der Produktion von Hörbüchern mitzuwirken.
Seit 1985 ist er freiberuflich als Regisseur, Schauspieler und Sprecher tätig, so arbeitete er als Off-Sprecher auch für die Sendungen Tagesschau (SRF), 10 vor 10 und DOK. Daneben tritt er seit 2003 mit dem Gitarristen Marcel Ege mit literarisch-musikalischen Programmen in der Schweiz und in Deutschland auf. Er inszeniert freiberuflich unter anderem am Theater an der Winkelwiese, am Theater Biel Solothurn, am Theater am Neumarkt Zürich und Miller’s Studio Zürich. Schauspielerisch ist er weiterhin in Kino- und Fernsehproduktionen tätig.

## Filmografie (Auswahl)
- 1969: Der Krampus
- 1975: De Grotzepuur
- 1979: Brot und Steine
- 1983: Wagner – Das Leben und Werk Richard Wagners
- 1983: Die schwarze Spinne
- 1998: Verbotene Liebe (zwei Folgen)
- 2003: Spital in Angst
- 2008/2009: Tag und Nacht (34 Folgen)
- 2012: Himmelfahrtskommando